# عطیه غبیشاوی
عطیه غبیشاوی، بازیگر سینما و تلویزیون، سال ۱۳۴۰ در شهر آبادان زاده شد. وی دارای مدرک کارشناسی بازیگری از دانشکده هنرهای زیبای دانشگاه تهران است.

## سینمایی
- صبح روز هفتم (۱۳۸۷)
- گزارش مریم (۱۳۸۴)
- مهره (۱۳۷۶)
- حالا چه شود! (۱۳۷۳)
- کوچه و موزه (۱۳۷۳)
- اتل متل توتوله (۱۳۷۰)

## مجموعه تلویزیونی
- ۱۳۹۶ زیبا شهر (علی اصغر شادروان)
- ۱۳۹۵ روزهای بیقراری (کاظم معصومی)
- ۱۳۹۳ مدینه (سیروس مقدم)
- ۱۳۹۲ سرزمین مادری (کمال تبریزی)
- ۱۳۸۹ پرانتز باز (کیومرث پوراحمد)
- ۱۳۸۸ دفترخانه شماره ۱۳ (سید وحید حسینی)
- ۱۳۸۷ امین و مینا (هنگامه مفید)
- ۱۳۸۷ آخرین غزل (نادر برهانی مرند)
- ۱۳۸۷ راز پدر (فریدالدین نیکجو)
- ۱۳۸۶ خط شکن (مسعود تکاور)
- ۱۳۸۱ نسیم رویا (کاظم بلوچی)
- ۱۳۸۱ دوران سرکشی (کمال تبریزی)
- ۱۳۷۷ دنیای شیرین دریا (بهروز بقایی)
- ۱۳۷۶ گل‌های آفتابگردان (مسعود شاه محمدی)
- ۱۳۷۶ سرزمین سبز (بیژن بیرنگ)، (مسعود رسام)